# Lachnaceae
Lachnaceae Raitv. – rodzina grzybów z rzędu tocznikowców (Helotiales).

## Charakterystyka
Owocniki typu apotecjum. Apotecja kuliste, kubkowate lub tarczowate, siedzące lub na trzonkach o brzegach i bokach pokrytych włoskami. Zewnętrzna warstwa zbudowana z wielokątnych lub pryzmatycznych komórek. Parafizy nitkowate, lancetowate lub rzadko cylindryczne. Worki 8-zarodnikowe, cylindryczno-maczugowate, amyloidalne lub nieamyloidalne, czasami powstające z pastorałek. Askospory o kształcie od kulistego przez elipsoidalny do nitkowatego lub kiełbaskowate, z przegrodami lub bez, szkliste, z gutulami.

## Systematyka
Pozycja w klasyfikacji według Index Fungorum:
Lachnaceae, Helotiales, Leotiomycetidae, Leotiomycetes, Pezizomycotina, Ascomycota, Fungi.
Według aktualizowanej klasyfikacji Index Fungorum bazującej na Dictionary of the Fungi do rodziny tej należą rodzaje:
- Albotricha Raitv. 1970
- Asperopilum Spooner 1987
- Brunnipila Baral 1985
- Capitotricha (Raitv.) Baral 1985
- Crucellisporiopsis Nag Raj 1983
- Dasyscyphella Tranzschel 1898
- Dasyscyphus Nees ex Gray 1821
- Erioscyphella Kirschst. 1938
- Incrucipulum Baral 1985
- Lachnellula P. Karst. 1884
- Lachnopsis Guatim., R.W. Barreto & Crous 2016
- Lachnum Retz. 1769
- Neodasyscypha Spooner 1987
- Perrotia Boud. 1901
- Proliferodiscus J.H. Haines & Dumont 1983
- Tubolachnum Velen. 1934[1].